# Проспект (Пенсільванія)
Проспект (англ. Prospect) — місто (англ. borough) в США, в окрузі Батлер штату Пенсільванія. Населення — 1123 особи (2020).

## Географія
Проспект розташований за координатами 40°53′57″ пн. ш. 80°2′55″ зх. д. / 40.89917° пн. ш. 80.04861° зх. д. (40.899213, -80.048650).  За даними Бюро перепису населення США в 2010 році місто мало площу 10,57 км², уся площа — суходіл.

## Демографія
Згідно з переписом 2010 року, у селищі мешкало 1169 осіб у 480 домогосподарствах у складі 343 родин. Густота населення становила 111 осіб/км².  Було 516 помешкань (49/км²).
Расовий склад населення:
| - 98,2 % — білих - 0,4 % — азіатів - 0,3 % — чорних або афроамериканців - 0,1 % — корінних американців |

До двох чи більше рас належало 0,6 %. Частка іспаномовних становила 0,7 % від усіх жителів.
За віковим діапазоном населення розподілялося таким чином: 22,8 % — особи молодші 18 років, 62,7 % — особи у віці 18—64 років, 14,5 % — особи у віці 65 років та старші. Медіана віку мешканця становила 42,7 року. На 100 осіб жіночої статі у селищі припадало 102,6 чоловіків;  на 100 жінок у віці від 18 років та старших — 98,7 чоловіків також старших 18 років.
Середній дохід на одне домашнє господарство  становив 56 985 доларів США (медіана — 51 563), а середній дохід на одну сім'ю — 62 058 доларів (медіана — 54 028). Медіана доходів становила 46 875 доларів для чоловіків та 30 978 доларів для жінок. За межею бідності перебувало 13,0 % осіб, у тому числі 17,2 % дітей у віці до 18 років та 2,1 % осіб у віці 65 років та старших.
Цивільне працевлаштоване населення становило 571 особа. Основні галузі зайнятості: роздрібна торгівля — 20,7 %, освіта, охорона здоров'я та соціальна допомога — 18,6 %, мистецтво, розваги та відпочинок — 11,0 %, науковці, спеціалісти, менеджери — 10,2 %.